# Tito Olio
Tito Olio (em latim: Titus Ollius) foi um proeminente cidadão romano e pai de Popeia Sabina, a imperatriz-consorte segunda esposa de Nero. Olio foi implicado na conspiração de Sejano contra Tibério.

## Ancestrais
Na posição "6", Tito foi um dos sogros de Nero.